# Tours-sur-Marne

Tours-sur-Marne este o comună în departamentul Marne, Franța. În 2009 avea o populație de 1,309 de locuitori.